# Jaroslav Benedik
Jaroslav Benedik (* 1938) je bývalý slovenský fotbalista, útočník.

## Fotbalová kariéra
V československé lize hrál za Spartak Trnava, Slovan Nitra a Jednotu Trenčín. Dal 7 ligových gólů.

## Ligová bilance
| Ročník                                   | Zápasy | Góly | Klub            |
| ---------------------------------------- | ------ | ---- | --------------- |
| 1. československá fotbalová liga 1959/60 | -      | 0    | Spartak Trnava  |
| 1. československá fotbalová liga 1960/61 | -      | 5    | Spartak Trnava  |
| 1. československá fotbalová liga 1961/62 | 6      | 0    | Slovan Nitra    |
| 1. československá fotbalová liga 1962/63 | 4      | 0    | Slovan Nitra    |
| 1. československá fotbalová liga 1969/70 | 8      | 2    | Jednota Trenčín |
| CELKEM                                   | -      | 7    |                 |